# Schiffer András
Schiffer András (Budapest, 1971. június 19. –) magyar ügyvéd, politikus, 2010 és 2016 között országgyűlési képviselő, a Lehet Más a Politika (LMP) egyik alapítója, 2010 májusa és 2012 januárja, valamint 2013 és 2016 között a párt parlamenti frakcióvezetője, 2013-2016 között a párt társelnöke.
2016-ban  lemondott társelnöki tisztségéről, visszaadta országgyűlési képviselői mandátumát. 2018-ban kilépett az LMP-ből.

## Pályafutása

### Tanulmányai
A Veres Pálné Gimnázium elvégzése után az Eötvös Loránd Tudományegyetem Állam- és Jogtudományi Karán kezdte meg tanulmányait 1990-ben, ahol 1995-ben szerzett jogi diplomát. Emellett 1992 és 1994 között ugyanitt politológiát is hallgatott, valamint 1995 és 1997 között humánökológiai posztgraduális képzésen vett részt.

### Jogászi pályafutása
1989-ben a Marx Károly Közgazdaságtudományi Egyetem Központi Könyvtárának munkatársa, majd 1990-ig a Pénzform Kft. gyakornoka volt. Diplomájának megszerzése után a nonprofit szervezetekkel foglalkozó NIOK Alapítvány munkatársa volt, később ügyvédjelölti státuszba került, szakvizsgáját 1999-ben tette le, saját ügyvédi irodát alapított, mely gazdasági joggal foglalkozott.
1996-ban lett a Társaság a Szabadságjogokért (TASZ) munkatársa, valamint 2004 és 2008 között ügyvivője volt. A jogvédő szervezetből 2008 nyarán lépett ki, a későbbi Lehet Más a Politika mozgalom előkészítésében vállalt szerepe miatt. Dolgozott a Habeas Corpus Munkacsoportnál, valamint a Pszichiátriai Érdekvédelmi Fórum jogsegélyszolgálatánál is. Ügyvédként többek között Orbán Viktort is védte.

### Politikai pályafutása
1989-ben egyik tagja volt – Bajnai Gordonnal együtt – a Gyurcsány Ferenc által vezetett rövid életű Új Nemzedék Mozgalomnak. 1990-ben egyik alapítója és 1992-ig ügyvivője az Ifjú Szocialisták mozgalmának, ekkor kilépett a szervezetből. A közéletbe jogvédő tevékenységén kívül a zöldmozgalmon keresztül is bekapcsolódott, amikor 2002-ben a Védegylet szervezőbizottságának tagja lett, illetve 2005-ben ő vezette a Sólyom László köztársasági elnökké választását célzó kampányt is. 2008-ban megalakította a Lehet Más a Politika nevű mozgalmat, mely társadalmi szervezetként indult, majd 2009-ben párttá szerveződött és a párt vezetését ellátó választmány tagjává és egyik szóvivőjévé választották. 2010-ben ismét a párt országos választmányának tagja lett, de szóvivői tisztségét nem vitte tovább.
A 2010-es országgyűlési választásokon az LMP listavezetője volt. Egyéni választókerületében (Budapest 07) 12,54%-ot szerzett, ezzel harmadik helyen végzett. A párt frakciójának 2010. május 10-ei ülésén frakcióvezetővé választották. Az Országgyűlés alkotmányügyi, igazságügyi és ügyrendi bizottságának lett tagja. 2011-ben a megváltozott megválasztási szabályok következtében frakcióvezetői tisztsége okán lett az LMP országos választmányának tagja. 2012. január 14-én bejelentette, hogy távozik az országgyűlési frakció éléről, és kiszáll a párt minden vezető testületéből is. Döntését azzal indokolta, hogy a parlamenti képviselőcsoportban nincsen meg az LMP önálló politizálásának kellő támogatottsága.
Az LMP 2013-as pártszakadása utáni XXIII. kongresszusán Szél Bernadettel a párt társelnökévé választották.
2016. május 30-án bejelentette, hogy június 1-jei hatállyal lemond társelnöki tisztségéről, augusztus 31-ei hatállyal pedig visszaadja országgyűlési képviselői mandátumát, és nem indul a 2018–2019-es választásokon. Lemond társelnöki tisztségéről is, de megtartja párttagságát, és a jövőben ügyvédként fog tevékenykedni, valamint „az LMP, mint globalizációkritikus, ökopolitikai irányzat körüli szellemi erőtér” felépítésén kíván dolgozni, valószínűleg egy alapítvány keretei között.
Schiffer András 2018. május 7-én bejelentette, hogy kilépett az LMP-ből.

## Családja
Édesapja Schiffer Péter (1943) újságíró, szociológus, bankszakember, a Pénzügyi Szervezetek Állami Felügyelete (PSZÁF) Hivatalának volt főigazgató-helyettese, édesanyja Hajnal Anna jogász. Nagybátyja Schiffer Pál filmrendező és Schiffer János 1994–2006 közötti MSZP-s főpolgármester-helyettes. Nagyapja Schiffer Pál szociáldemokrata politikus, újságíró, nagykövet, országgyűlési képviselő. Nagyanyja Schifferné Szakasits Klára textiltervező, emlékiratíró. Dédapja Szakasits Árpád újságíró, politikus, köztársasági elnök, a Magyar Népköztársaság Elnöki Tanácsának első elnöke. Ükapja Murányi Ármin ügyvéd, laptulajdonos.

### Interjúk
- Interjú Schiffer Andrással az Alternatívában
- Interjú Schiffer Andrással a Népszavában Archiválva 2010. április 12-i dátummal a Wayback Machine-ben
- Interjú a Zalai Hírlapban
- Interjú Schiffer Andrással a Partizánban (1. rész), (2. rész)

| Elődje: – (ügyvivő testület) | A Lehet Más a Politika társelnöke 2013 – 2016 Szél Bernadett-tel | Utódja: Hadházy Ákos |